# BMW X7
BMW X7 — полноразмерный люксовый кроссовер немецкой компании BMW, который был запущен в производство с марта 2019. Автомобиль составляет конкуренцию таким моделям, как Mercedes-Benz GLS-класс, Lexus LX и Range Rover. X7 рассчитан в первую очередь на покупателей в США, также в числе важных рынков называются Китай и Россия.

## Производство
Концепт автомобиля впервые был представлен на Международном автомобильном салоне во Франкфурте в 2017 году.
BMW X7 производится на заводе BMW в Спартанберге, США. У X7 будет 3 стандартных ряда сидений и он создан на той же платформе, что и BMW X5 (G05) и BMW X6.

## Продажи
| Год  | Продано BMW X7, шт. |
| ---- | ------------------- |
| 2019 | 3019                |
| 2020 | 4717                |